# Onigocia
Onigocia es un género de peces de la familia Platycephalidae, del orden Scorpaeniformes. Este género marino fue descrito científicamente en 1913 por David Starr Jordan y William Francis Thompson.

## Especies
Especies reconocidas del género:
- Onigocia bimaculata L. W. Knapp, Imamura & Sakashita, 2000
- Onigocia grandisquama (Regan, 1908) [2]
- Onigocia lacrimalis Imamura & L. W. Knapp, 2009
- Onigocia macrocephala (M. C. W. Weber, 1913)[3]
- Onigocia macrolepis (Bleeker, 1854)
- Onigocia oligolepis (Regan, 1908)
- Onigocia pedimacula (Regan, 1908)
- Onigocia sibogae Imamura, 2011 [4]
- Onigocia spinosa (Temminck & Schlegel, 1843)